# Concatedral de San Nicolás el Magno (Rionegro)
La Concatedral de San Nicolás el Magno más conocida también Catedral de Rionegro, es una iglesia catedralicia de culto católico bajo la advocación de San Nicolás el Magno. El edificio se encuentra ubicado en el municipio colombiano de Rionegro (Antioquia) y es una de las sedes episcopales de la Diócesis de Sonsón-Rionegro junto con la Catedral de Nuestra Señora de Chiquinquirá, en Sonsón. El templo fue elevado al rango de Concatedral el 20 de abril de 1968 por el Papa Pablo VI. Además, el templo es santuario Mariano donde se venera a Nuestra Señora Santa María de la Purísima Concepción del Santísimo Rosario de Arma de Rionegro patrona de la ciudad y de la Diócesis.
El edificio es de estilo neoclásico, de planta rectangular, dividido por tres naves. A lo largo de su historia ha sufrido varias intervenciones, siendo la de 1926, bajo los planos de los arquitectos, el colombiano Tomás Uribe U. y el belga Agustín Goovaerts, donde se modificó totalmente el estilo de la fachada y le dio la apariencia actual.
En la antigua sacristía del templo, lugar donde se firmó la primera constitución del Estado Soberano de Antioquia en 1812, se localiza el Museo de Arte Religioso. En su género es uno de los más ricos e importantes del Colombia. La colección comprende pinturas y esculturas, en especial de la escuela quiteña, orfebrería religiosa, ornamentos, retratos, libros, mobiliario y recuerdos históricos. La riqueza del museo es fiel ejemplo de las épocas pasadas del gran esplendor cultural, económico y político que vivió Rionegro.

## Historia

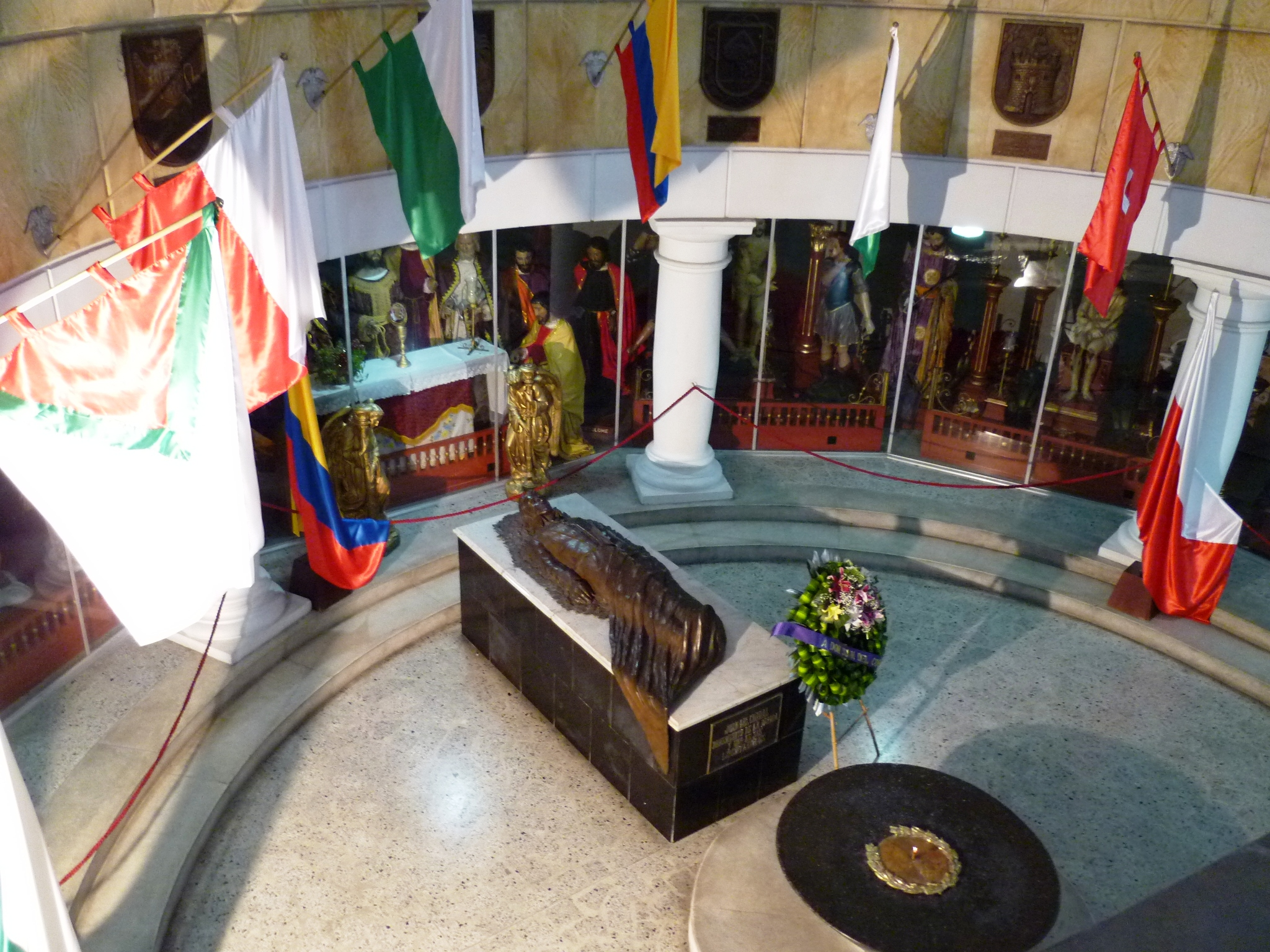
Tumba de Juan del Corral

Hacia 1668, en un terreno donado por Magdalena Gómez, ubicado en el costado oriental de lo que es hoy la plaza principal de Rionegro y donde está la Concatedral, se construyó una humilde capilla pajiza dedicada a San Nicolás de Bari, patrono del valle de su nombre. Dicho templo fue centro de evangelización de los primeros curas doctrineros y los curas en propiedad. 125 años más tarde, exactamente el 8 de marzo de 1793, el entonces obispo de Popayán Ángel Velarde y Bustamante, estando de visita pastoral en el templo; luego de ver la estrechez y mal estado del edificio, y después de haber obtenido el consentimiento del señor Vicepatrono, determina que se debe demoler el viejo templo para luego construir uno nuevo, y solicita a la comunidad su colaboración. Los alcaldes ordinarios quedan encargados de pedir y recolectar las limosnas y los presbíteros José Pablo de Villa y José Félix de Mejía se encargarían de administrar dichos recursos, además de dirigir y manejar la obra de la nueva iglesia parroquial. Adicionalmente se establece contratar un mayordomo de fábrica para que oportunamente entregue el dinero preciso por el pago de jornales y compra de los materiales necesarios.
También se determina que la nueva iglesia sea de una capacidad proporcionada y no falten en ella las áreas necesarias, se recomienda que tenga sesenta y dos o sesenta y cinco varas de largo y veintitrés o veinticinco de ancho; desde la superficie de la tierra hasta la altura de vara y media se hagan las paredes de cal y ladrillo y después se continúen de tapias bien hechas; que se formen tres naves divididas con arcos de cal y ladrillo; y que en el lado opuesto a la sacristía se haga una habitación con las dimensiones necesarias para guardar andas, monumentos y otros utensilios. También, que el bautisterio se coloque en lugar conveniente, teniendo en cuenta los dos comisionados.
La vieja iglesia fue demolida en el mismo año (1793), pasando a ser parroquial temporalmente la de Jesús de Nazareno que existía en la plaza desde 1736, y se dio entonces comienzo a la obra bajo la supervisión de los clérigos comisionados, se tomó como modelo para la construcción del templo, la edificación de la Iglesia de la Candelaria, en Medellín, construida 20 años atrás.
Los trabajos estuvieron bajo la dirección de Juan María Holguín, maestro alarife, oriundo de Medellín, quien trajo como su ayudante a Juan José Gómez. Tiempo después, el maestro Holguín al parecer se retiró, porque para 1799 en el libro de cuentas del mayordomo de fábrica figura Antonio Orozco como único oficial constructor. Gómez continuó, ya que está en dicho libro. También se mencionan allí el carpintero Juan José López, un cerrajero de nombre Bartolomé y a José Pablo Chávez como encargado de la pintura y la decoración, oriundo de Cali y residente en Santa Fe de Antioquia. Todos ellos contaron con la ayuda de los campesinos y esclavos de la región.
En diciembre de 1803 los Padres José Pablo de Villa y Mateo Cardona comenzaron a realizar ceremonias religiosas en la nueva iglesia aún sin terminar, y finalmente el 8 de septiembre de 1804, tuvo lugar su solemne inauguración, según consta en el libro de Bautismos n.º 9, folio 36.
El 21 de marzo de 1812, en la sacristía (hoy museo), fue firmada y proclamada la Constitución del Estado Soberano Libre e Independiente de Antioquia, y en la que participaron 19 representantes de los pueblos de Antioquia; proclamada en el púlpito del templo por el presbítero José Félix de Mejía, tío del prócer y expresidente Liborio Mejía. En el templo fue sepultado el presidente dictador Juan del Corral el 7 de abril de 1814.
}} </ref>
|                                                             |
| primer fachada de la catedral de Rionegro (imagen de 1887). |

|                  |
| Fachada en 1898. |

|                                                           |
| Actual fachada de la Concatedral de San Nicolás el Magno. |

En la primera imagen panorámica de Rionegro, pintada en acuarela por Enrique Price en 1852, durante el viaje de la Comisión Corográfica, se ve el templo destacándose entre las casas de la población. Se distingue en la volumetría del templo la nave central más alta, con cubierta a dos aguas, e iluminada inicialmente por claraboyas (ahora por vitrales). La fachada era originalmente de una sencillez neoclásica, contaba con dos cuerpos divididos por un entablamento. Las tres puertas estaban enmarcadas por pilastras y en el espacio comprendido entre el entablamento y las puertas, disponía de una ventana. El segundo cuerpo ocupaba sólo el centro, tenía un óculo y remataba en un frontón triangular, que se igualaba en altura a los campanarios de sección cuadrada, dispuestos a cada lado sobre el primer cuerpo.
En 1892 se comienza la primera modificación sustancial de la parte interior y exterior del edificio. En la fachada principal, las dos torres se cambian por estilo neogótico, el resto de la fachada permaneció igual, incluyendo cuerpo central que remataba en un frontón triangular, en dicho cuerpo se había instalado el reloj que data de 1837. En el interior, los retablos de las naves laterales fueron cambiados por estilo gótico. Para dicha remodelación, el 30 de diciembre de 1890, la junta de fábrica y el pbro. Francisco Martin Henao, disponen hasta de 1.500 pesos para arreglar las dos torres laterales de la fachada principal, que finalizadas en madera estaban a punto de hundirse y necesitaban inmediata reparación. El costo total, según archivo asciende a 2.801 pesos con 07 medios de centavo.
En 1926 comienza la segunda remodelación del templo, cuando el arquitecto colombiano Tomás Uribe U. y el también arquitecto Agustín Goovaerts, de nacionalidad belga, modifican el gótico y rediseñan la fachada principal en estilo neoclásico, el que tiene el templo en la actualidad, que se terminó en 1940.
Posteriormente, en 1954, se instalan los forros en plata de la mesa del altar, obra del platero Carlos Minami (japonés), donación de los esposos Francisco Uribe y Emma Moreno e hijos. La donación se refiere a las cinco láminas del centro del altar; las seis láminas restantes se obtuvieron por donación que hizo la comunidad en monedas de plata de ley 900.
En 1957 se modifica el altar central, sustituyendo sus antiguas pinturas al óleo por el dorado actual en laminilla de oro; los fondos del altar, conchas y arabescos son reproducciones en yeso de los altares laterales. En ese mismo año (1957), el 18 de marzo fue creada la Diócesis de Sonsón mediante la Bula “In Apostolici Muneris” del Papa Pío XII, desmembrando su territorio de la Arquidiócesis de Medellín, y la parroquia San Nicolás el Magno de Rionegro pasa a la nueva iglesia particular.
El 8 de febrero de 1959, fue la Coronación Pontificada de Nuestra Señora del Rosario de Arma, por el arzobispo Paolo Bertoli nuncio apostólico, en presencia autoridades civiles, militares, eclesiásticas y de fieles que ocuparon totalmente la plaza principal de Rionegro.
Entre los años de 1963 y 1965 se adecuan los nichos de las naves (Señor Caído, Perpetuo Socorro, San Antonio, Virgen del Carmen), cambiando los nichos de estilo gótico por los actuales. Monseñor Samuel Álvarez Botero se dio a la tarea de construir la cripta o Altar de la Patria para el mausoleo y tumba del dictador Juan del Corral, con asesoría y planos del arquitecto Nel Rodríguez, las edificaciones de la casa cural y salón parroquial, obras concluidas en 1977.
El 20 de abril de 1968, buscando una mayor facilidad para su administración fue reorganizada la Diócesis de Sonsón, para lo cual el templo de San Nicolás el Magno es elevado al rango de "Concatedral" mediante la Bula “Quamquam Apóstoli” del Papa Pablo VI y desde entonces el episcopado comenzó a llamarse Diócesis de Sonsón-Rionegro. El nuevo obispo titular Mons. Alfonso Uribe J. se posesionó en ambas sedes, así: el 21 de junio en Sonsón y el 27 del mismo mes en Rionegro.
}} </ref>
|                          |
| Altar de Jesús Nazareno. |

|                                                                                                 |
| Nuestra Señora Santa María de la Purísima Concepción del Santísimo Rosario de Arma de Rionegro. |

|              |
| Altar Mayor. |

|                                                                               |
| San Nicolás el Magno o de Bari. patrono de Rionegro y titular de la catedral. |

|                        |
| Nichos de la catedral. |

## Museo de Arte Religioso e imágenes
Por iniciativa de monseñor Samuel Álvarez Botero es fundado el Museo de Arte establecido en la antigua sacristía. En su género es uno de los más ricos e importantes del Colombia. La colección está conformada por obras de los siglos XVI, XVII, XVIII, XIX y otras obras del siglo XX que también se pueden considerar arte; procedentes de la parroquia y de varias iglesias locales, así como de donaciones particulares. Comprende pinturas y esculturas, en especial de la escuela quiteña, orfebrería religiosa, ornamentos, retratos, libros, mobiliario y recuerdos históricos. Su calidad es fiel ejemplo de las épocas pasadas del gran esplendor cultural y económico que vivió Rionegro. Este museo se abre de Martes a Viernes a las 3pm.
Entre las obras que se destacan son:
- Imagen de Ntra Sra de la Purísima Concepción del Santísimo rosario de Arma de Rionegro, data del Siglo XVI y fue donada por el monarca Español Felipe II junto con la corona imperial que hoy lleva la imagen.
- El que ha de venir: Obra quiteña con técnica de puntillismo, pintado con la yema de los dedos.
- Los mantos de la virgen del Rosario hechos son hilos de oro y plata adornados por más de dos mil perlas hechos en España.
- Los cuadros de Santiago, Felipe II rey de España, la virgen del Rosario y el escudo de armas de Rionegro dados a la ciudad junto con los títulos reales en 1786.
- El Cuadro de San Nicolas el Magno o de Bari quien da el nombre al valle y a la catedral.
- La corona que Cordova le donó a la ciudad.

|                                              |
| El que ha de venir y la virgen de la Merced. |

|                                                                                |
| Manto de oro y perlas con el cual fue coronada la Virgen del Rosario de Arma.. |

|                                                                                       |
| San Nicolas,Santiago, Felipe II de España, la virgen del rosario, escudo de Rionegro. |

## Semana Santa
Rionegro  es una Ciudad Religiosa desde su fundación, Actualmente la catedral cuenta con una gran cantidad de imágenes quiteñas y españolas que fueron donadas y otras compradas a las familias ricas de la ciudad, las cuales se sacan en solemnes procesiones por la ciudad para que miles de personas aprecien su valor religioso y artístico; son tallas que reflejan realismo y dramatismo con sus expresiones corporales, con una impecable organización en su vestuario.

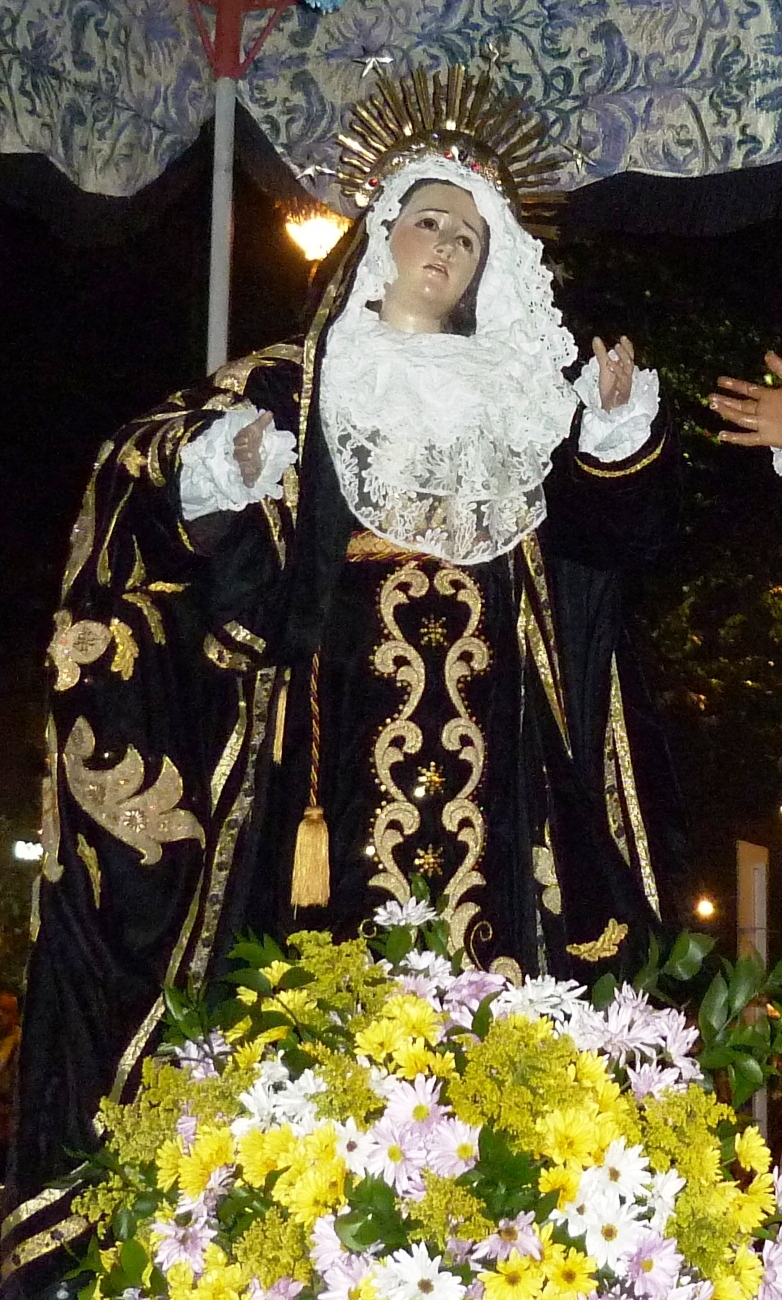
Virgen de los Dolores.
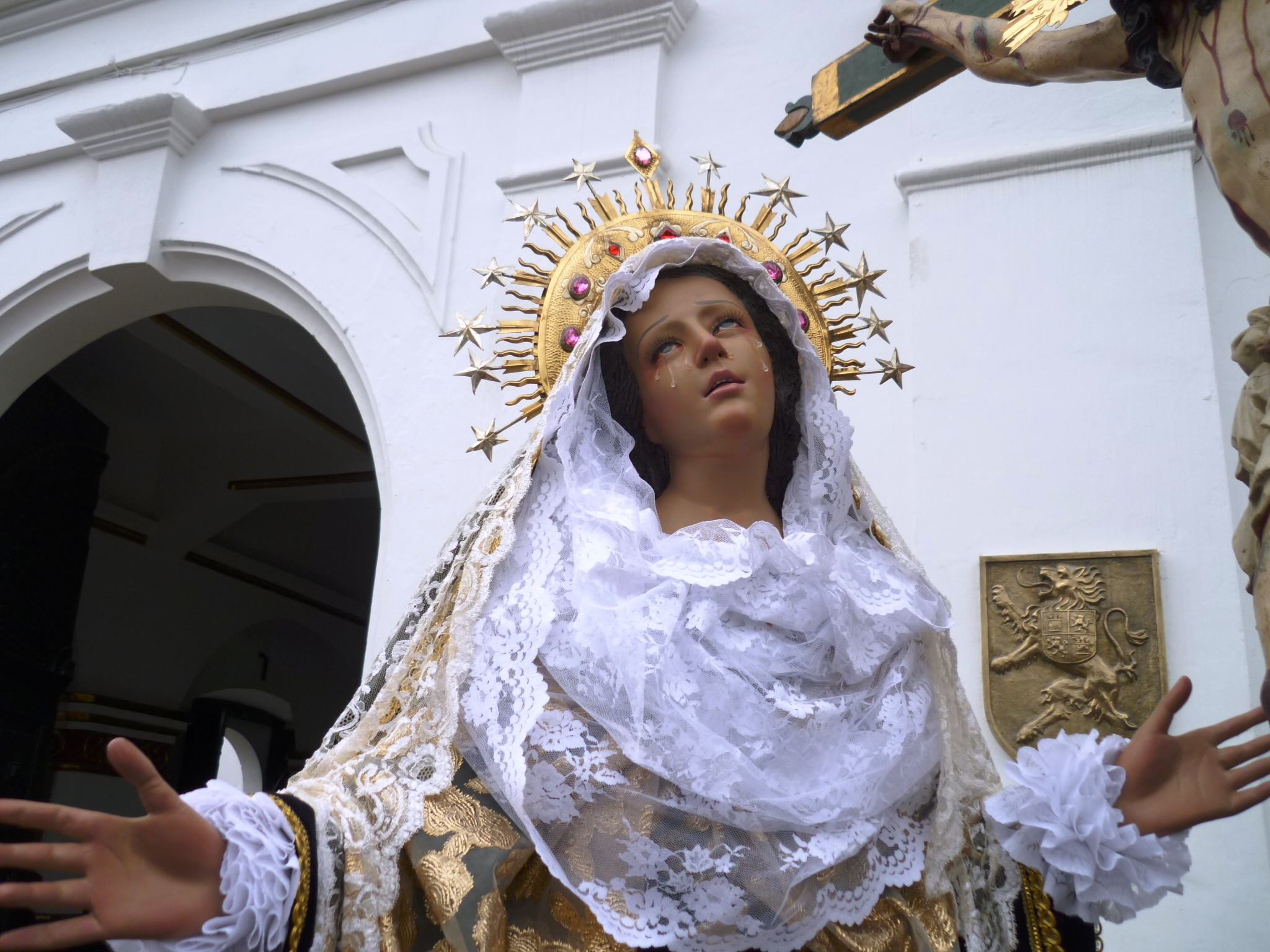
Ntra. Sra. de las Angustias.
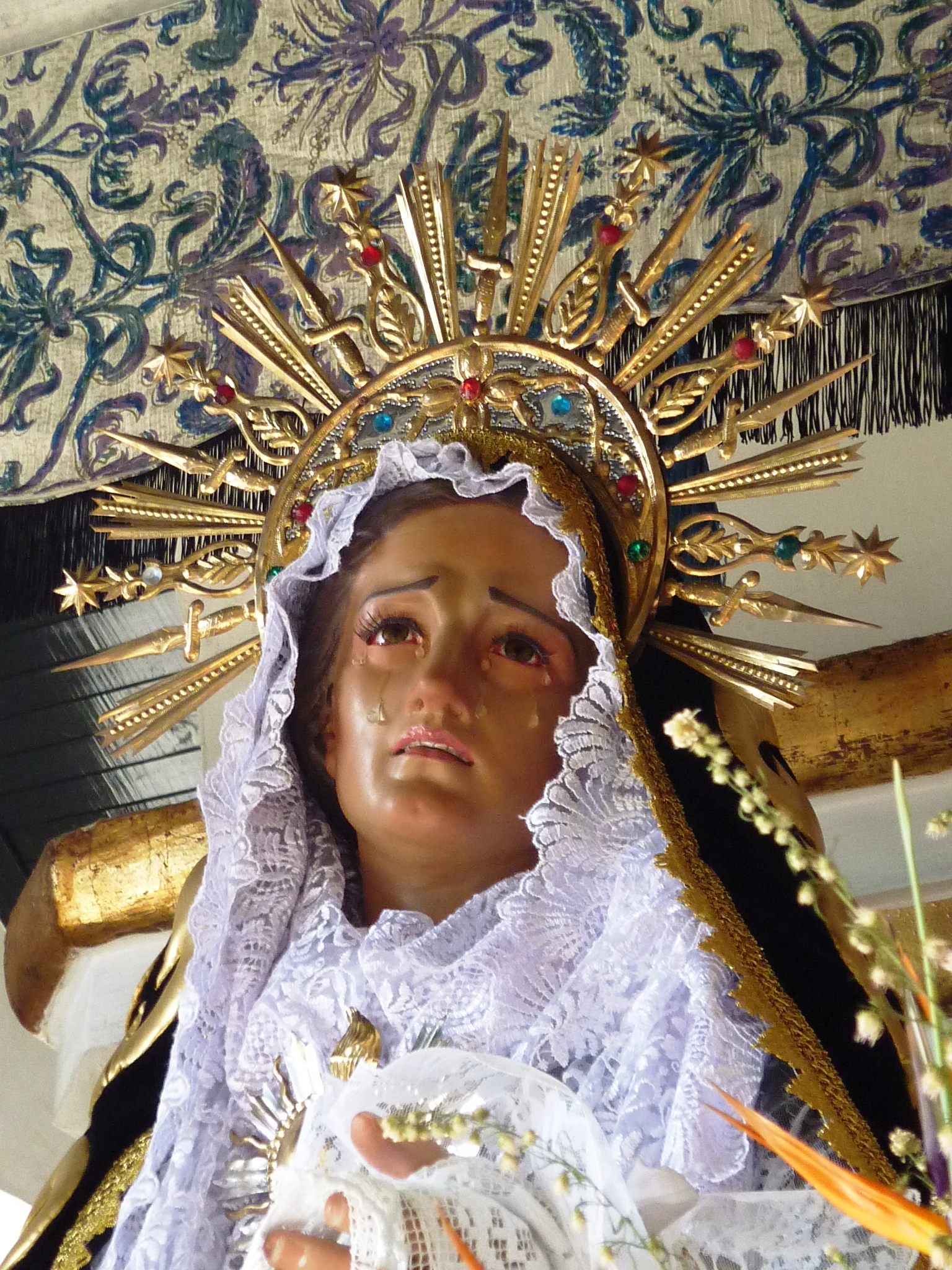
Virgen de la Soledad.
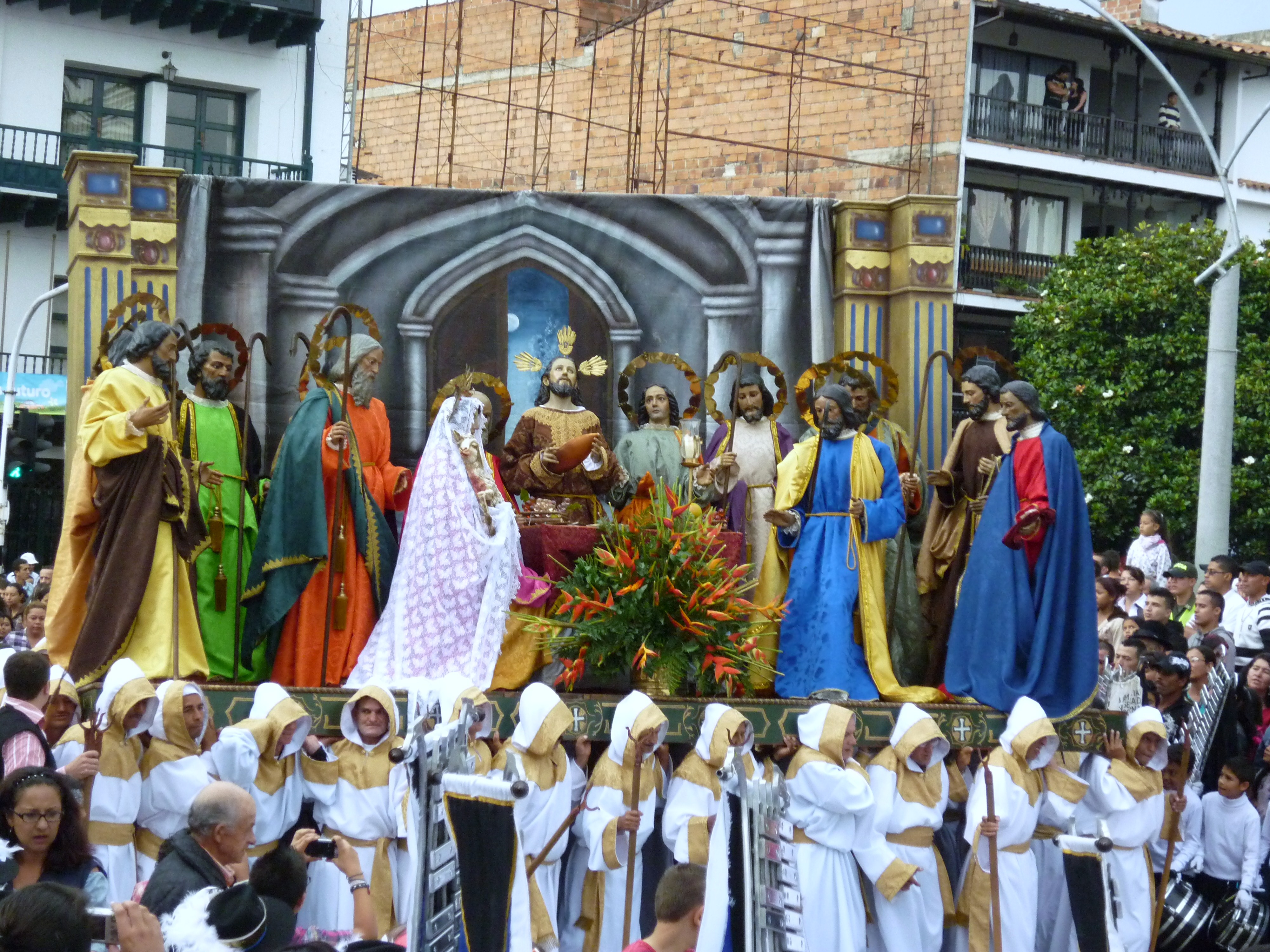
La Última Cena.
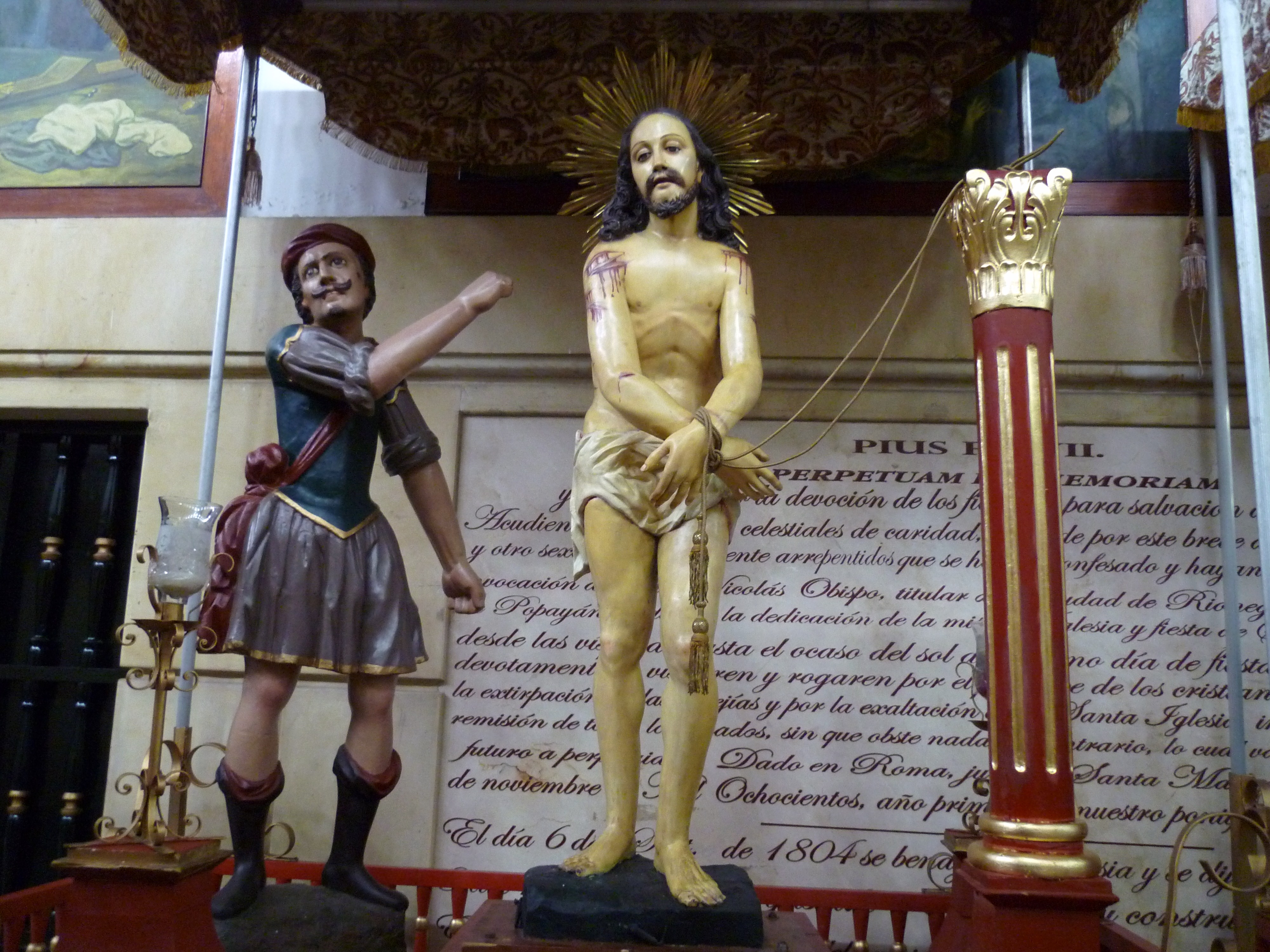
Jesus Flagelado.
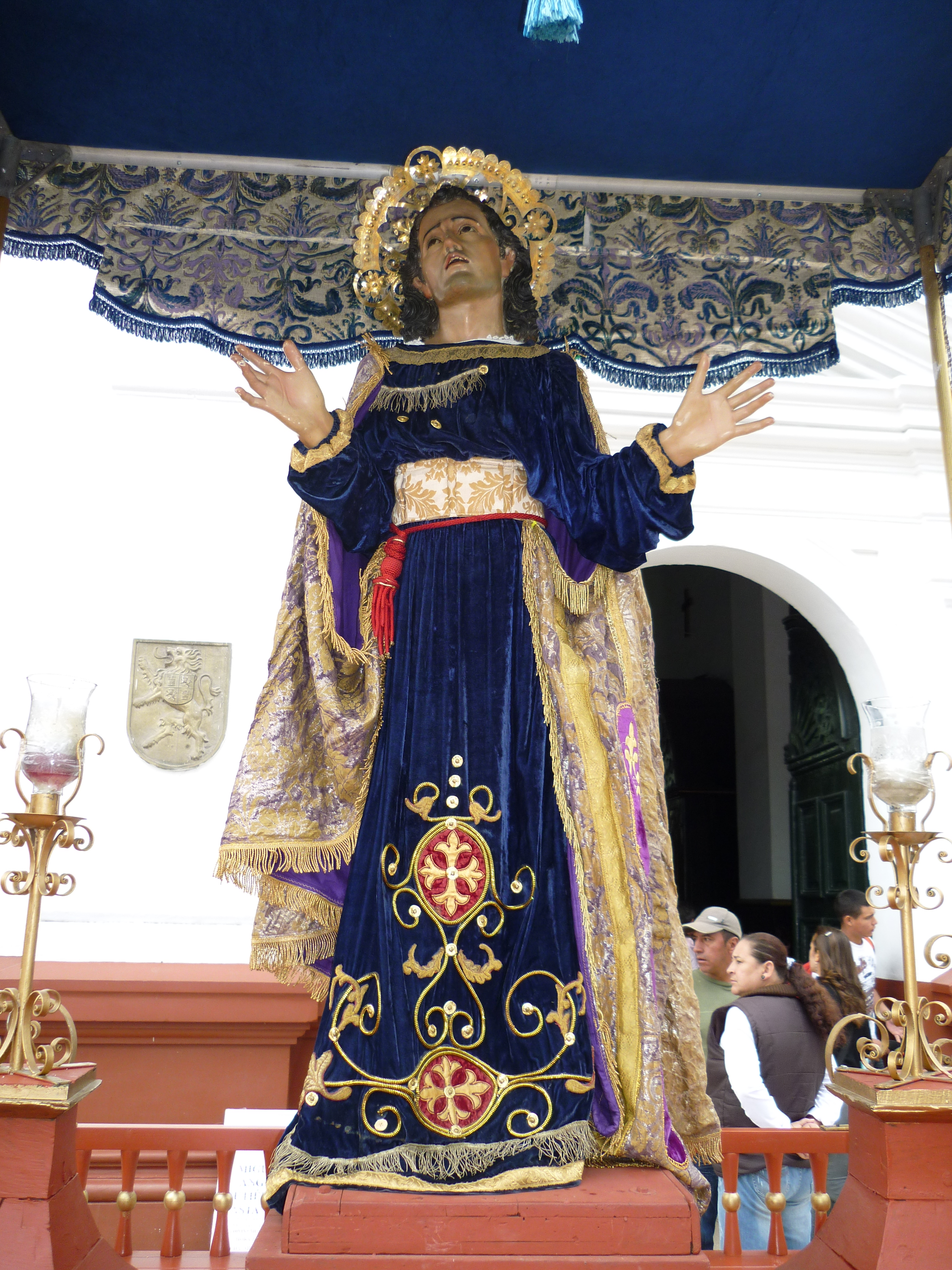
San Juan.
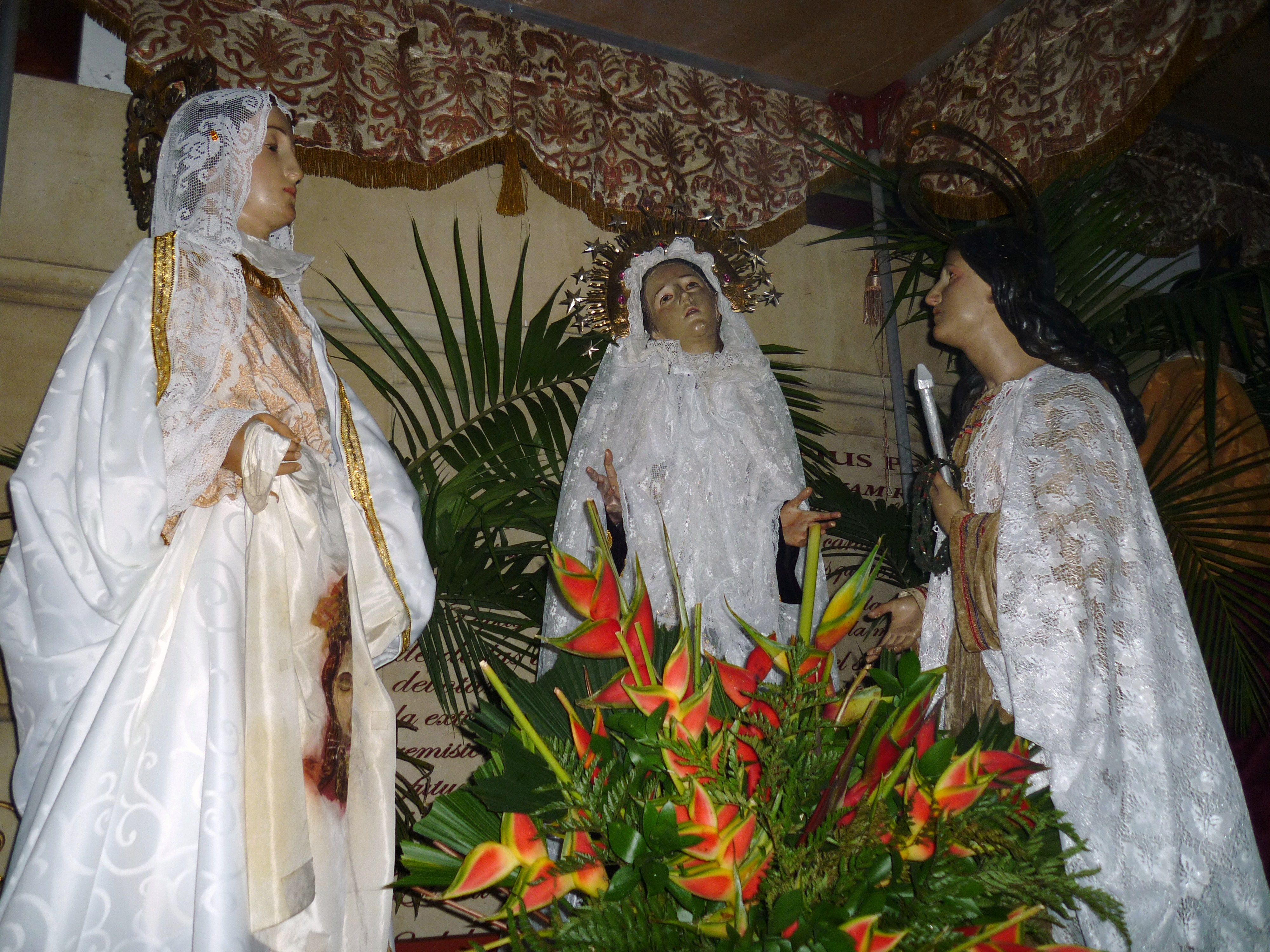
Las tres Marias.
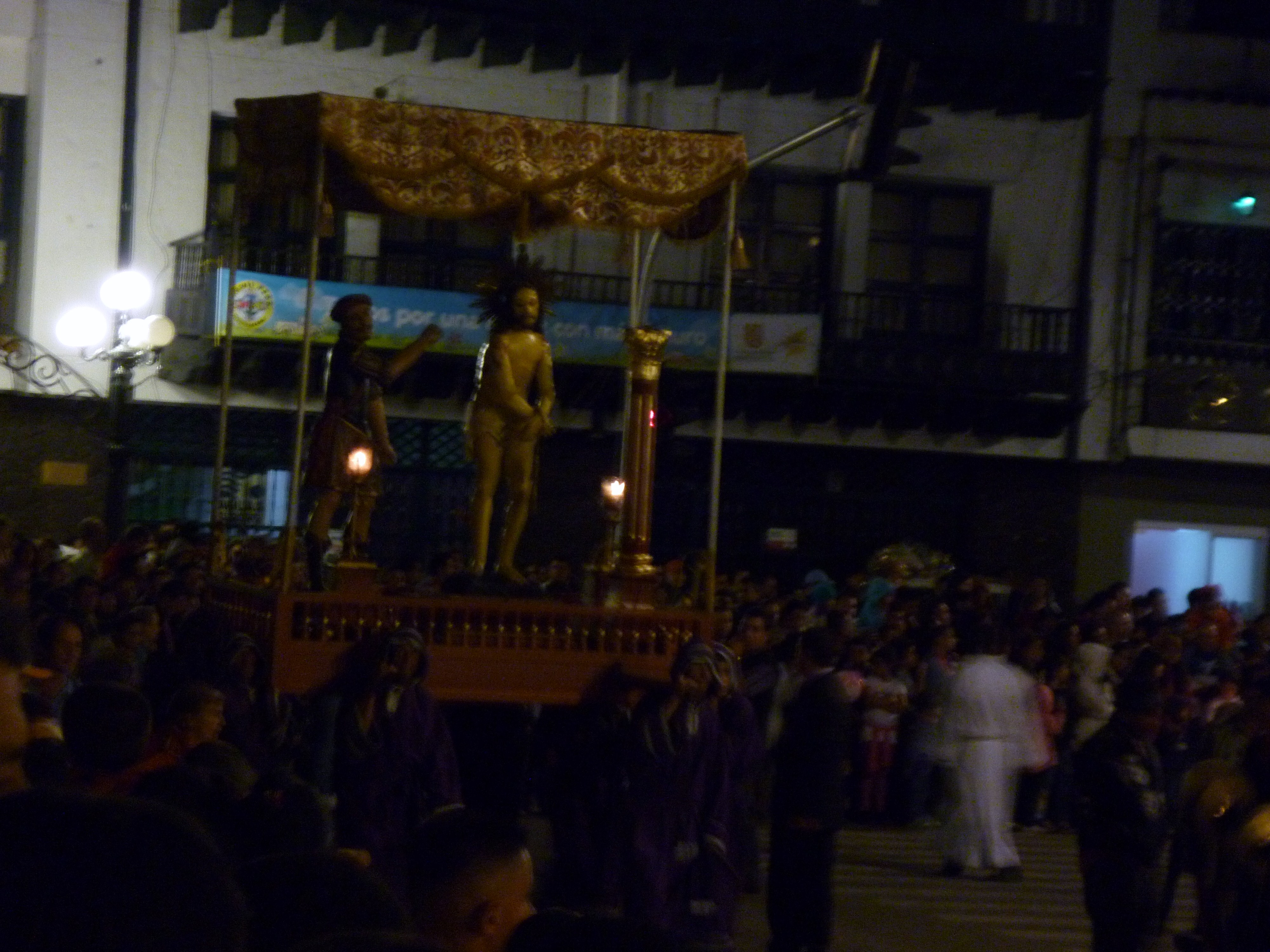
Procesión del prendimiento.
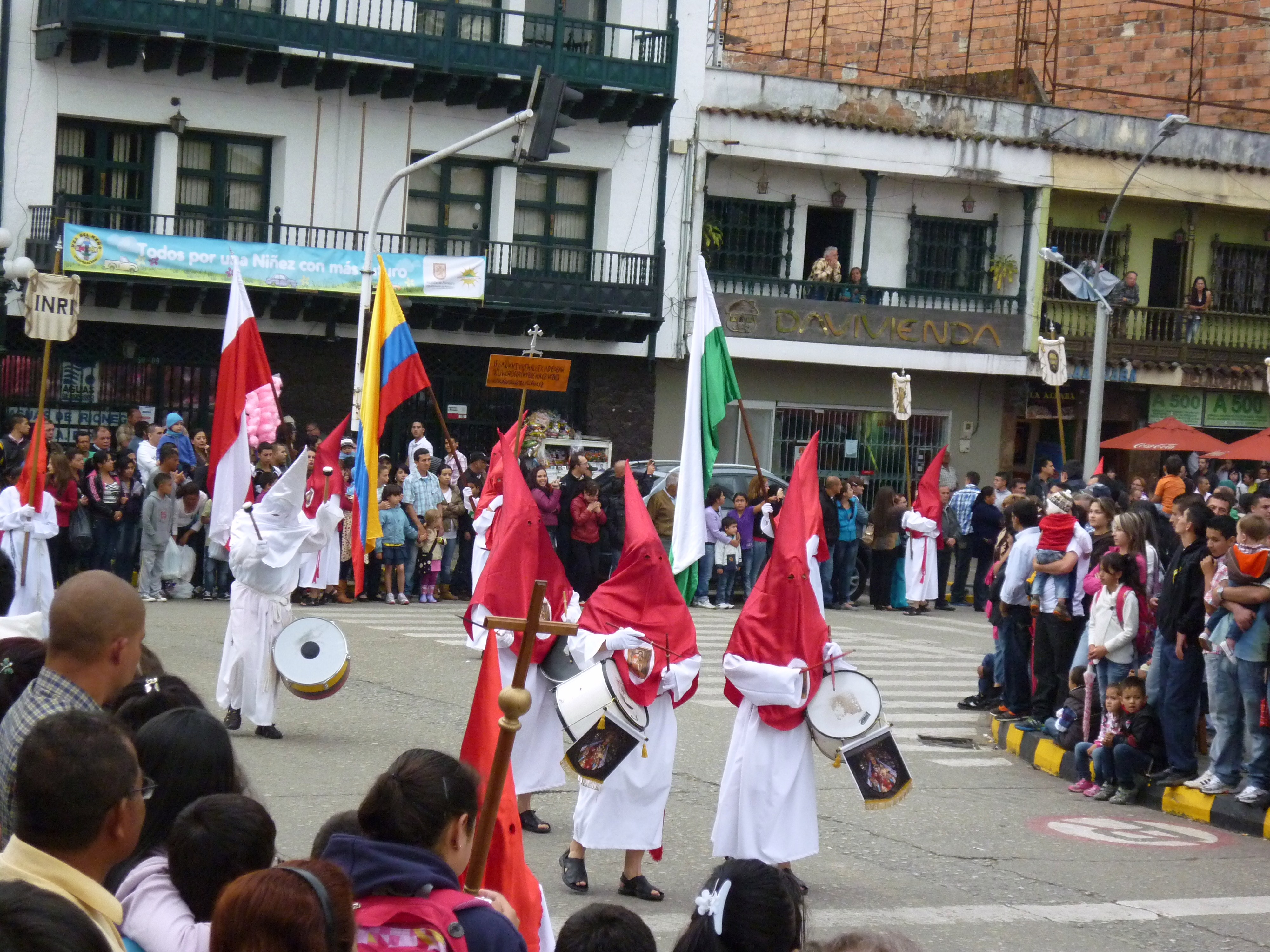
Cofradía.
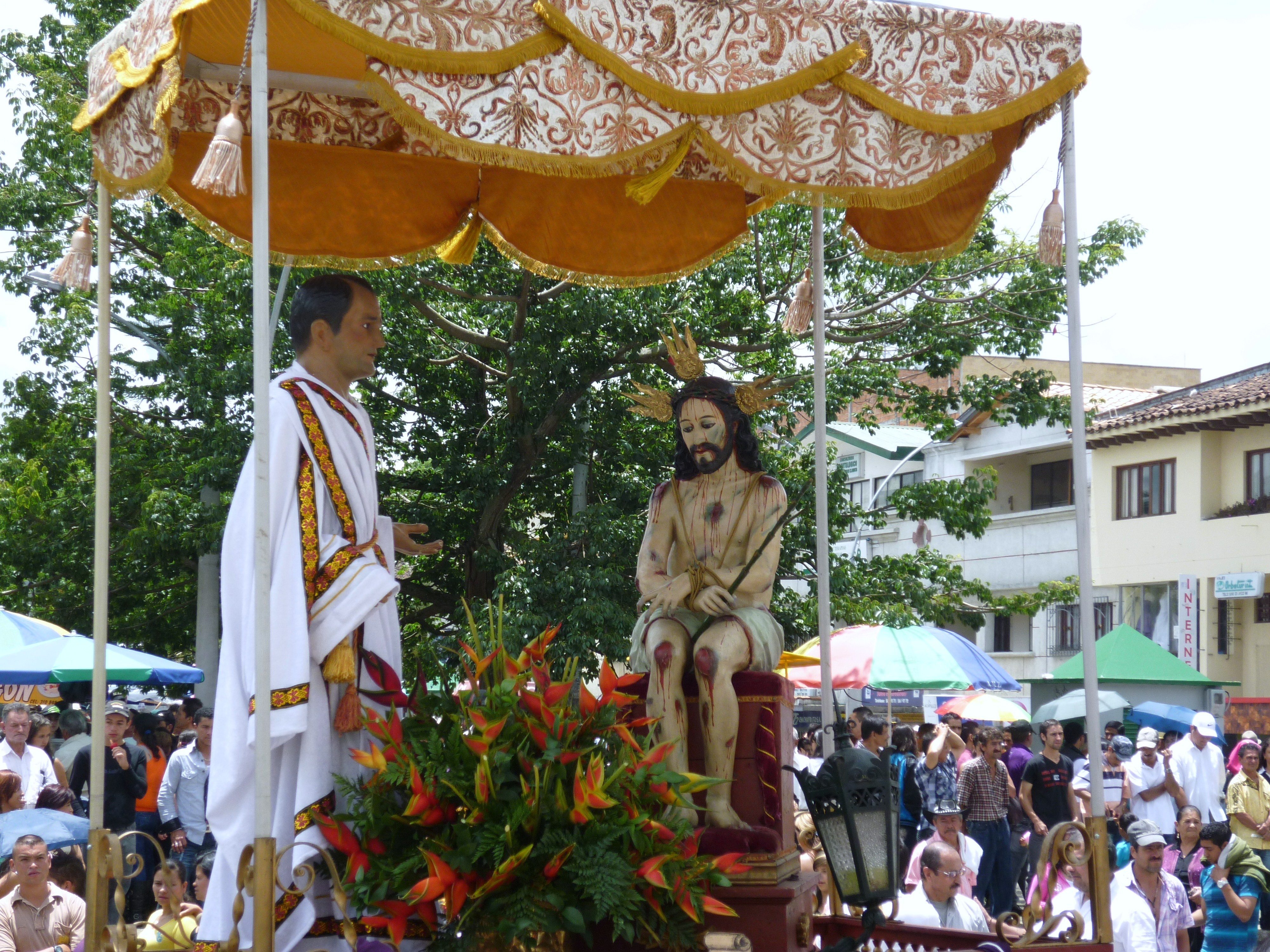
Jesus condenado a muerte.
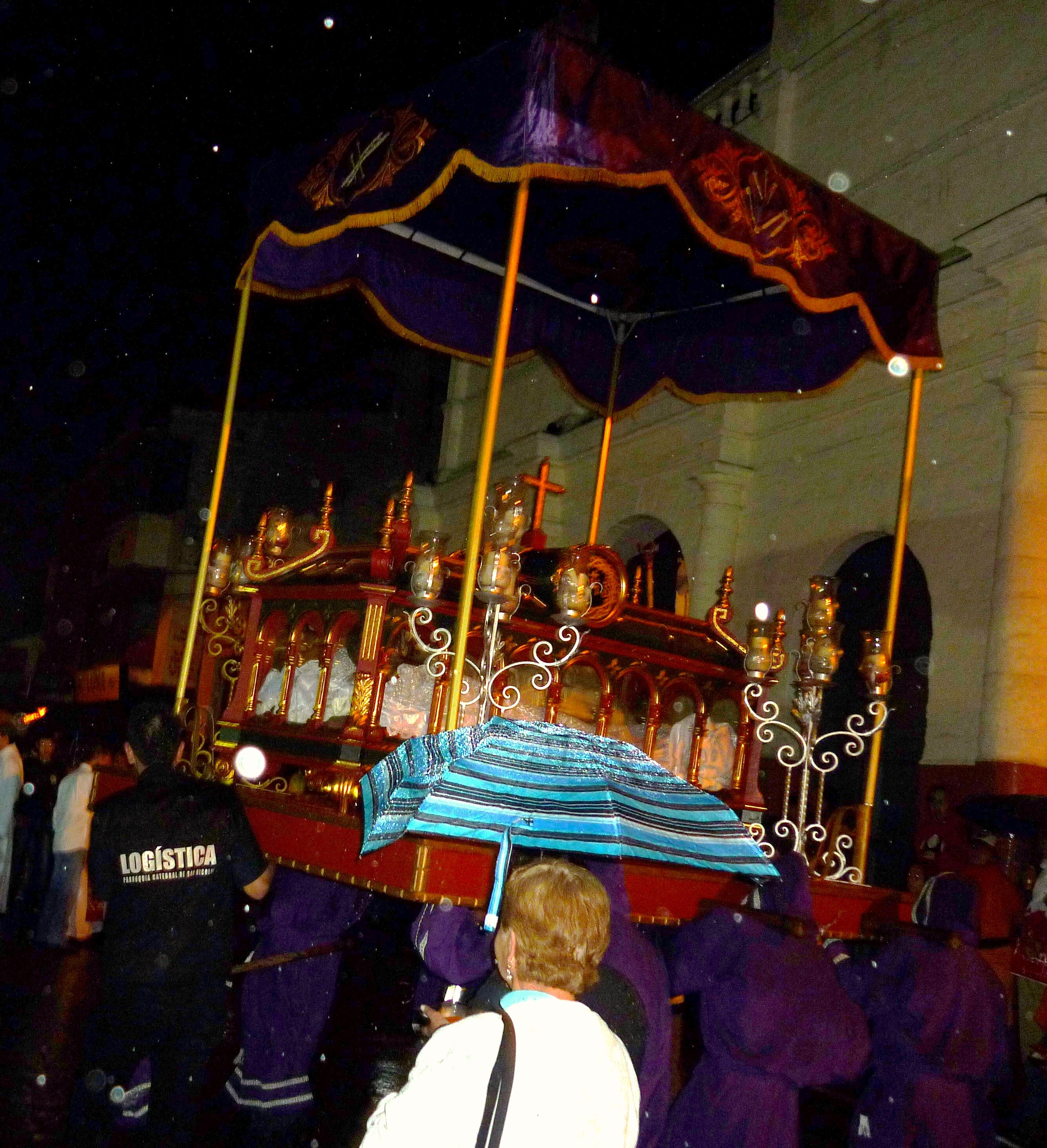
Procesión del descendimiento.
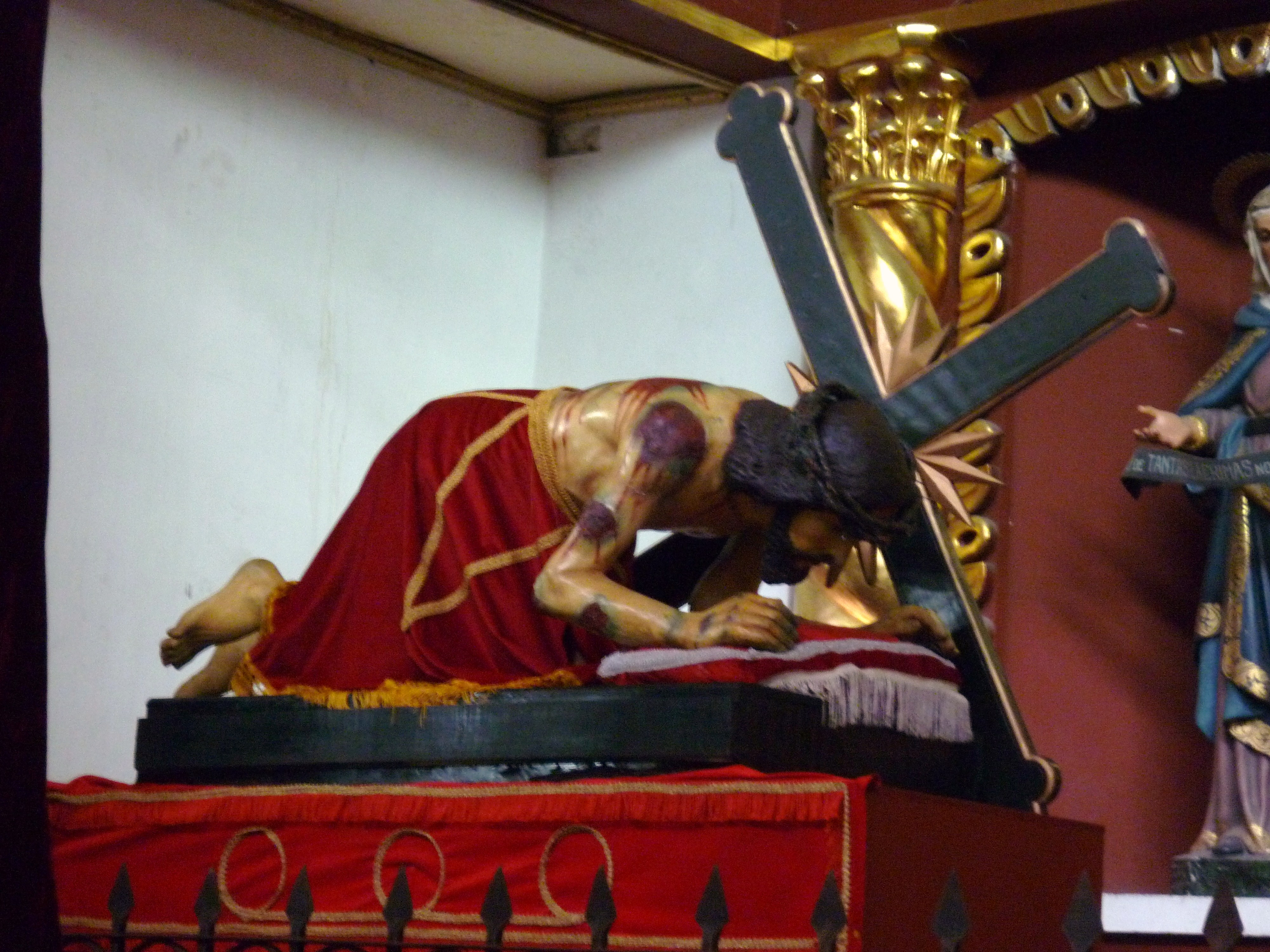
El Señor Caído.
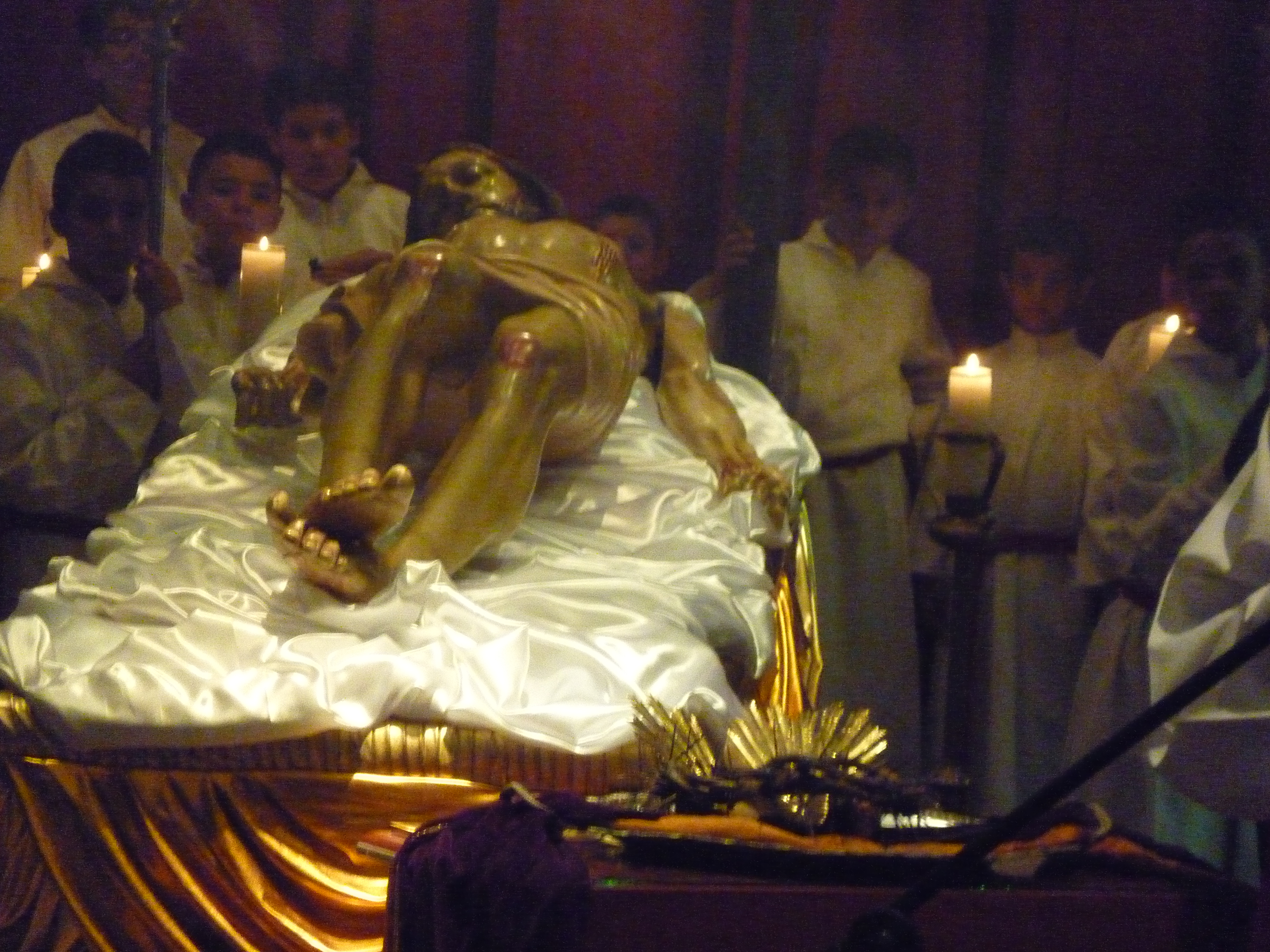
Santo Sepulcro.
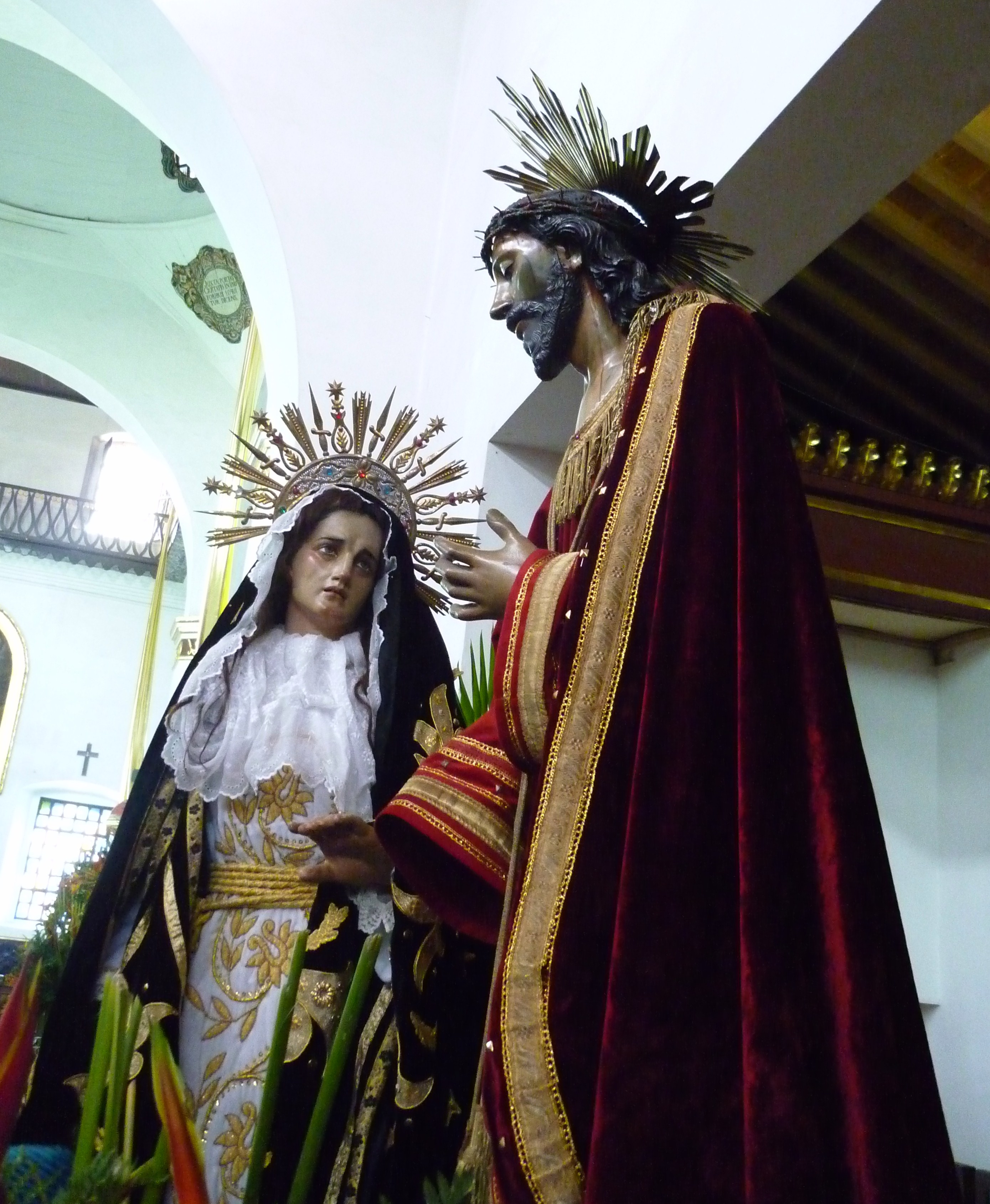
Jesus encuentra a su Madre.
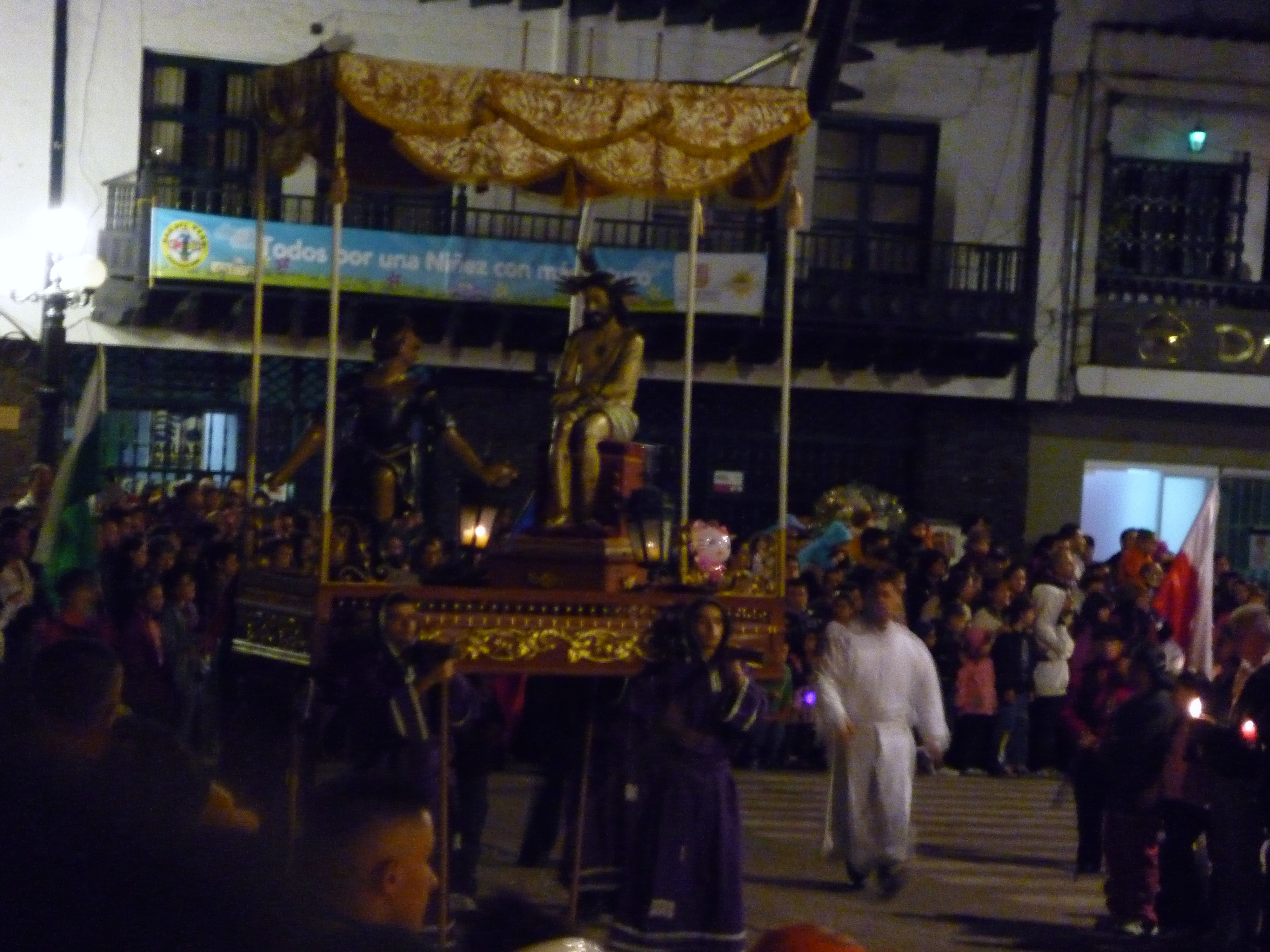
Jueves  Santo.
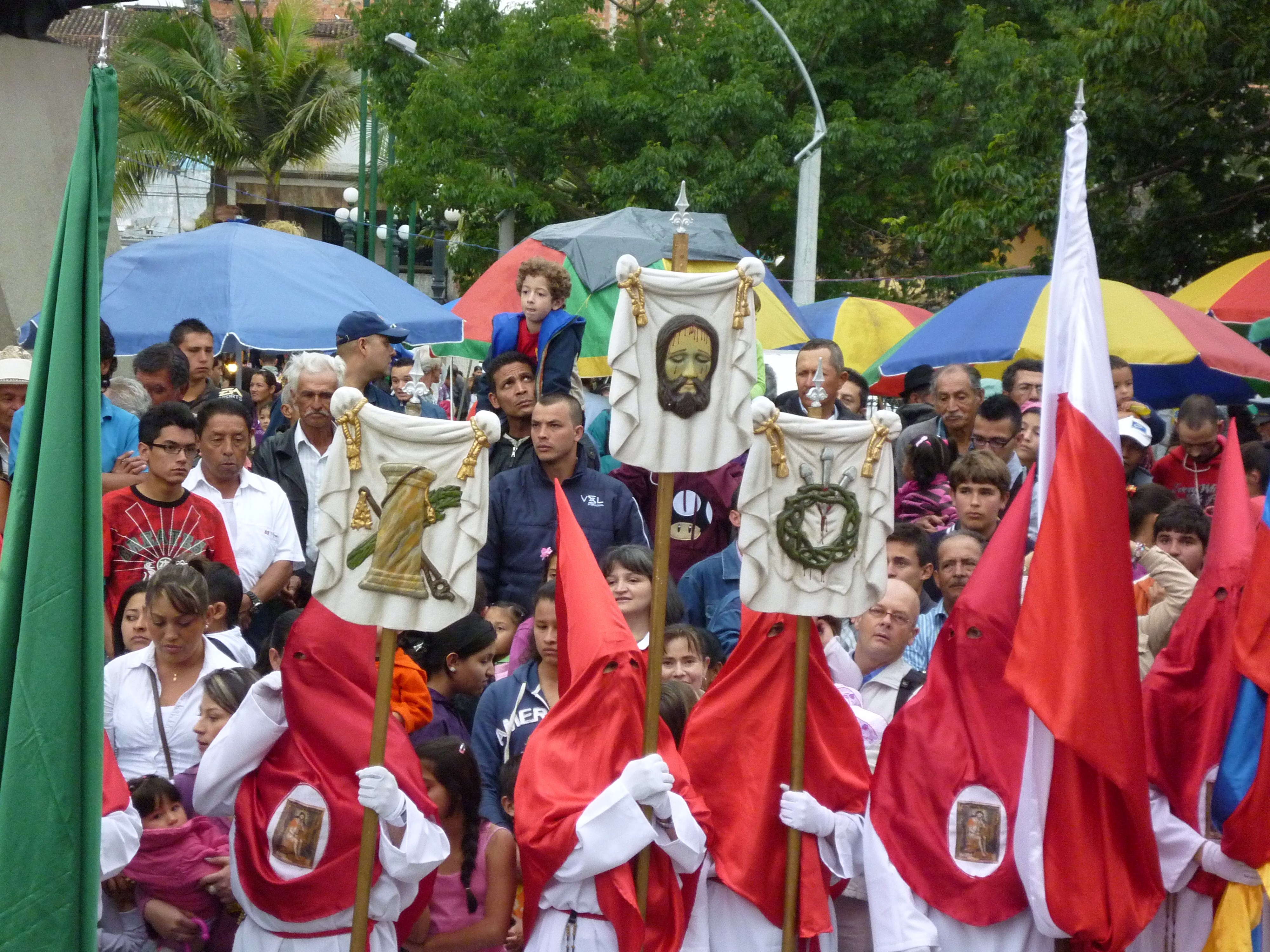
Insignias.